# Sông Arsenyevka
Arsenyevka (tiếng Nga: Арсеньевка, tên cũ Daubi) là một chi lưu tả ngạn của sông Ussuri tại Anuchinsky và Yakovlevsky, vùng Primorsky.
Sông có chiều dài xấp xỉ 294 km, diện tích lưu vực là 7.060 km². Sông khởi nguồn từ sườn phía tây của Sikhote-Alin.
Điểm định cư lớn nhất nằm gần sông là Anuchino, Arsenyev và Yakovlevka. Chi lưu dài nhất là sông Muraveyka (82 km), sông Sinegorka (52 km) và sông Lipovtsy (41 km).